# 休尔古斯多尼加拉
休尔古斯多尼加拉（義大利語：Siurgus Donigala），是意大利撒丁大区南撒丁省的一个市镇。总面积76.45平方公里，人口2085人，人口密度27.3人/平方公里（2009年）。ISTAT代码为092081。